# Borislav Stanković
Borislav Stanković (serbisch-kyrillisch Борислав Станковић; * 9. Juli 1925 in Bihać; † 20. März 2020 in Belgrad) war ein jugoslawischer Basketballspieler, -trainer und -funktionär. Von 1976 bis 2002 war er Generalsekretär des Weltbasketballverbandes FIBA.

## Leben

### Kindheit und Jugend
Borislav Stanković, benannt in Anlehnung an den Schriftsteller Borisav Stanković, wurde als Sohn einer bosnischen Mutter und eines serbischen Vaters in Bihać geboren, wuchs aber in erster Linie in Novi Sad auf. Nach Besetzung der Vojvodina 1941 durch ungarische Truppen floh die Familie nach Belgrad. Anfang 1945 wurde sein Vater als Anhänger der Tschetniks von Draža Mihailović von den Tito-Partisanen hingerichtet. Nachdem auch er vorübergehend inhaftiert worden war, wurde Borislav Stanković noch kurz vor Kriegsende in die Armee berufen, nahm aufgrund einer bei einem Unfall erlittenen Schussverletzung aber nicht mehr an Kampfhandlungen teil.

### Spielerkarriere
Als Spieler gewann Stanković mit Roter Stern Belgrad 1946 und 1947 die jugoslawische Meisterschaft und nahm, mit mäßigem Erfolg, an der ersten Basketball-Weltmeisterschaft 1950 sowie der Europameisterschaft 1953 teil. Insgesamt bestritt er zwischen 1948 und 1953 36 Länderspiele. Außerdem war Stanković 1946 Belgrader Tischtennismeister. Parallel dazu betrieb er ein Studium der Veterinärmedizin an der Universität Belgrad, das er 1956 erfolgreich abschloss.

### Trainerkarriere
Als Trainer von OKK Belgrad gewann Stanković 1958, 1960, 1963 und 1965 jeweils die jugoslawische Meisterschaft, nicht zuletzt durch das spielerische Vermögen von Radivoje Korać. Wesentlich professionellere Strukturen und eine bessere Bezahlung führten ihn 1966 zum Wechsel nach Italien zu Pallacanestro Cantù. Den Verein aus der Lombardei führte er zu dessen erstem großen Titel, der italienischen Meisterschaft 1968.

### Funktionärskarriere
Bereits seit 1960 hatte Stanković, bis 1966 Generalsekretär des jugoslawischen Basketballverbandes, als beigeordneter Generalsekretär des Weltbasketballverbandes FIBA fungiert. Ab 1969 konzentrierte er sich dann, zunächst neben einer Beratertätigkeit für OKK Belgrad, auf seine Funktionärstätigkeit. Von 1972 bis 1976 war Stanković stellvertretender Generalsekretär der FIBA, bevor er schließlich Nachfolger von Renato William Jones als hauptamtlicher Generalsekretär wurde.
In seine Amtszeit fällt die Modernisierung und Professionalisierung der FIBA, deren Mitarbeiterzahl von sechs (1986) auf 40 beim Umzug von München nach Genf 2002 stieg, und des Basketballsports insgesamt. 1986 beschloss die FIBA, das Wort „Amateur“ aus ihrem Namen zu streichen (die Abkürzung blieb dennoch bestehen). Ab 1987 wurden die McDonald’s Championships ausgetragen, bei der NBA-Teams erstmals regelmäßig auf internationale Mannschaften trafen, und 1989 erfolgte schließlich die Zulassung von Profisportlern zu Wettbewerben der FIBA. Nicht zuletzt durch die Auftritte des US-amerikanischen „Dream Teams“ bei den Olympischen Spielen 1992 erfuhr die Popularität des Basketballsports einen weltweiten Schub. 1998 erfolgte zudem die Anerkennung des Welt-Rollstuhlbasketballverbandes International Wheelchair Basketball Federation (IWBF) durch die FIBA. 2002 wurde Patrick Baumann schließlich zum Nachfolger von Stanković gewählt.
Von 1988 bis 2006 fungierte Stanković als Mitglied des Internationalen Olympischen Komitees. Zudem war er von 1982 bis 1993 Generalsekretär der Association of Summer Olympic International Federations (ASOIF).

## Ehrungen und Auszeichnungen
Stanković war Mitglied der Naismith Memorial Basketball Hall of Fame (1991) und der Women’s Basketball Hall of Fame (2000), sowie Gründungsmitglied der FIBA Hall of Fame (2007). Außerdem war er Träger des Bundesverdienstkreuzes am Bande (1987), des senegalesischen Nationalordens Ordre national du Lion (1999) und des Olympischen Ordens (zweifach), sowie Ritter der Ehrenlegion. Nach Stanković benannt sind darüber hinaus ein Gebäude im spanischen Alcobendas, in dem sich das internationale Zentrum für Dokumentation und Forschung des Basketballs befindet, und ein Basketballwettbewerb für Nationalmannschaften, der Stanković Cup.